# Roy Thomas (Comicautor)

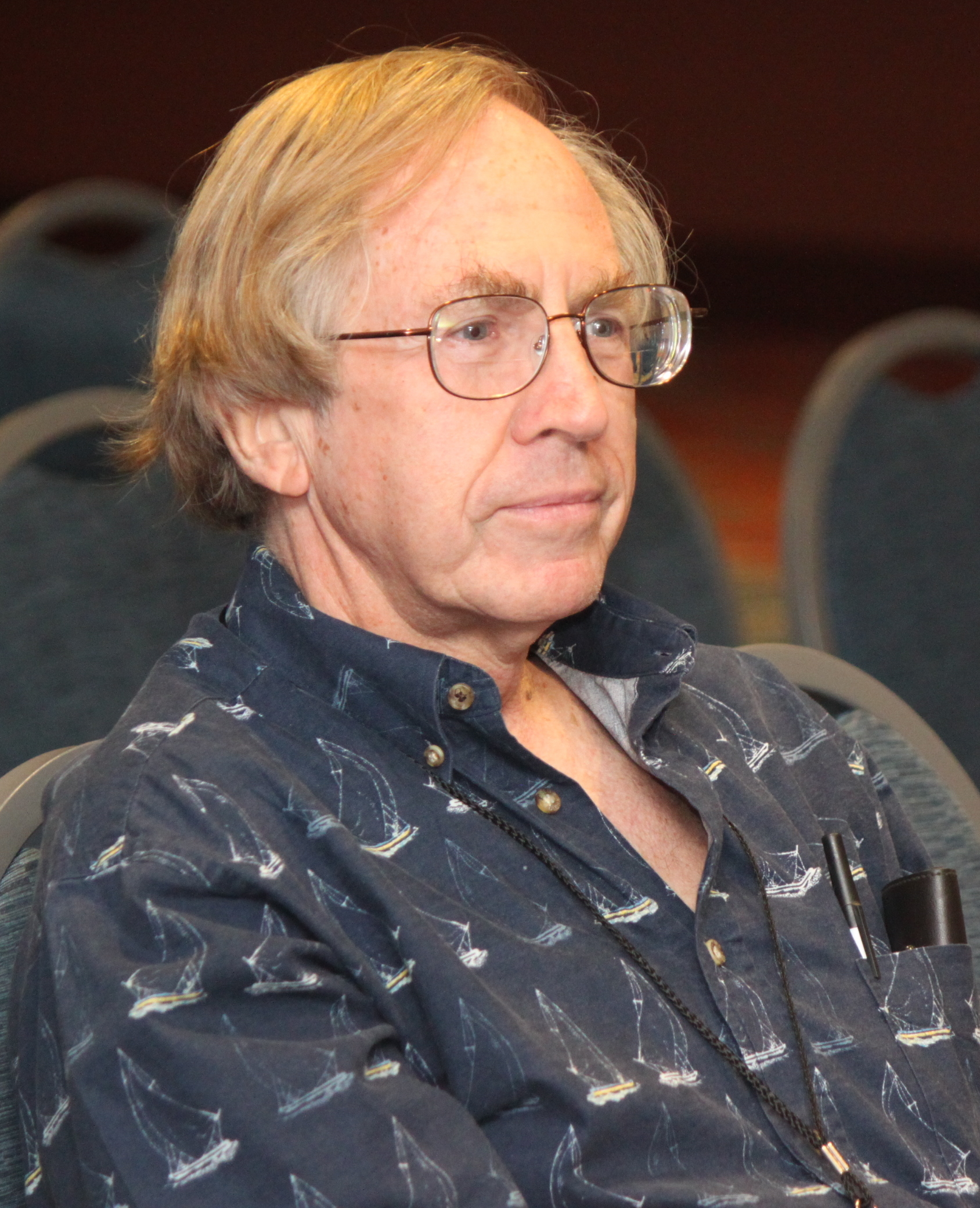
Roy Thomas (2012)

Roy Thomas (* 22. November 1940) ist ein US-amerikanischer Comic-Autor. Er war Stan Lees Nachfolger als Chefredakteur von Marvel Comics. Bekannt wurde er vor allem durch seine Autorschaft an der Serie Conan der Barbar. Auch schrieb er das Drehbuch zum Zeichentrickfilm Fire and Ice.

## Leben
Der 1940 geborene Roy Thomas begeisterte sich bereits in seiner Kindheit für Comics. Nach dem Abschluss des Colleges 1961 arbeitete er vier Jahre als Lehrer. 1965 ging er nach New York City und arbeitete für den Verlag DC Comics als Assistent von Mort Weisinger. Im gleichen Jahr wechselte er als Autor zu Marvel Comics. Sein erster Comic war Whom Can I Turn To? in der Reihe Modeling with Millie, Nummer 44. Später schrieb er unter anderem für die Serien Iron Man, Doctor Strange, X-Men und The Avengers
1972 wurde Thomas Chefredakteur des Marvel-Verlags, schrieb aber weiter Comics, vor allem Conan der Barbar. Nachdem er 1974 den Posten des Chefredakteurs aufgegeben hatte, folgten Arbeiten an unter anderem The Fantastic Four, Spider-Man und Ghost Rider. 
1981 ging Thomas für einige Zeit wieder zum Konkurrenzverlag DC. 1985 kehrte er zu Marvel zurück. In den 1990ern schließlich widmete er sich mehr den Independent Comics, die außerhalb der großen Verlage erschienen.

## Auszeichnungen

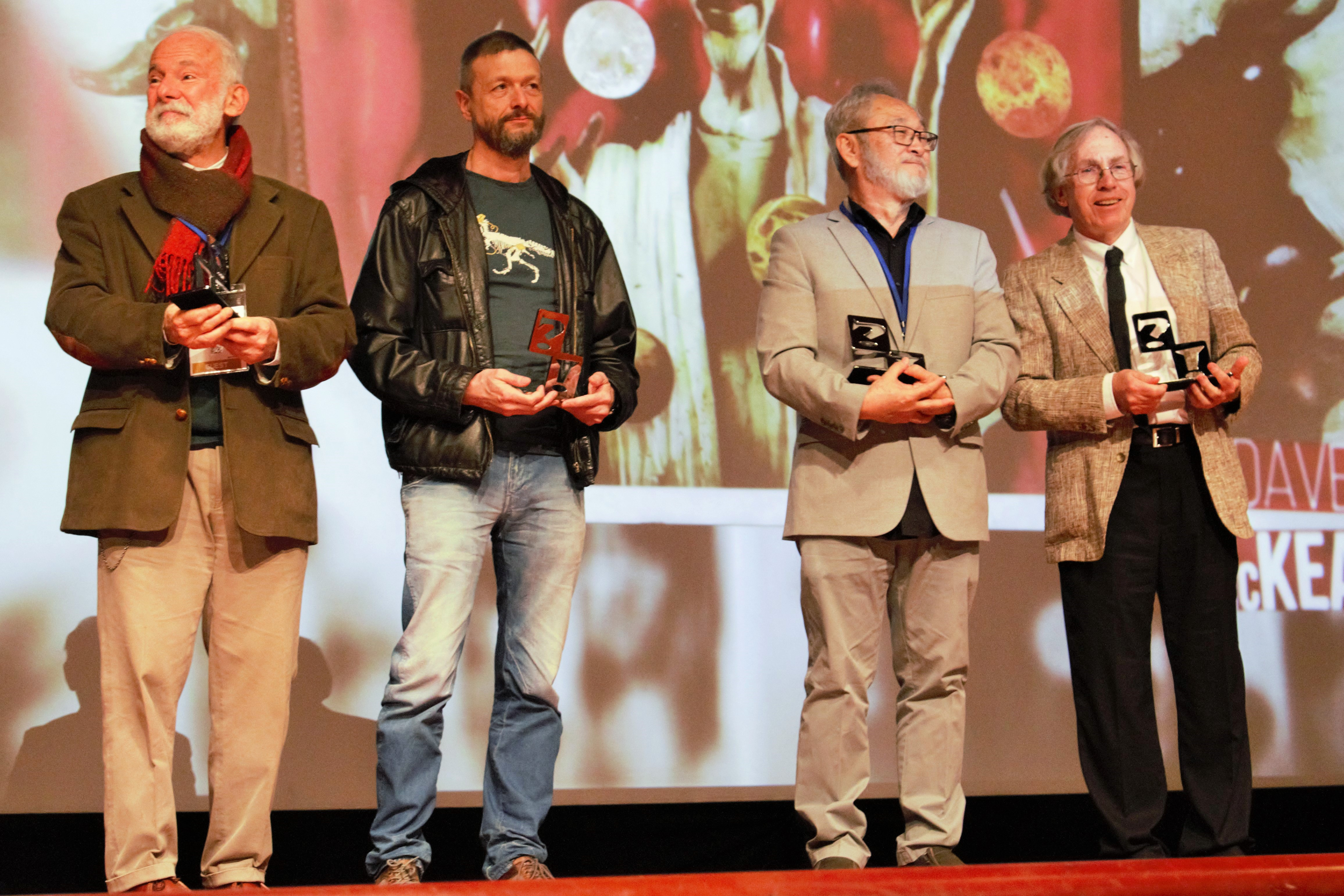
Thomas (rechts) mit Vittorio Giardino, Ralf König und Stan Sakai bei der Barcelona International Comic Fair (2018)

- 1969: Alley Award für den besten Autor
- 1971: Shazam Award für den besten Autor
- 1973: Shazam Award für die beste Einzelgeschichte (Song of Red Sonja in Conan the Barbarian #24, mit Barry Smith)
- 1973: British Fantasy Award für Conan the Barbarian
- 1974: British Fantasy Award für Conan the Barbarian
- 1974: Shazam Award für die beste Einzelleistung
- 1974: Preis des Festival International de la Bande Dessinée d’Angoulême für den besten ausländischen Autor
- 1975: British Fantasy Award für Savage Sword of Conan
- 1976: British Fantasy Award für Savage Sword of Conan
- 1977: Beliebtester Comicautor bei den Eagle Awards
- 1979: British Fantasy Award für The Scarlet Citadel: The Savage Sword of Conan #30
- 1980: „Roll of Honour“ der Eagle Awards
- 1996: Beliebtester Autor bei den Haxtur Awards
- 2018: Preis der Barcelona International Comic Fair